# Szestiozierskij
Szestiozierskij (ros. Шестиозерский) – osiedle w Rosji, w obwodzie archangielskim, w rejonie niandomskim. W 2010 liczyło 362 mieszkańców.